# (11476) Stefanosimoni
(11476) Stefanosimoni est un astéroïde de la ceinture principale.

## Description
(11476) Stefanosimoni est un astéroïde de la ceinture principale. Il fut découvert le 23 avril 1984 à La Silla par Vincenzo Zappalà. Il présente une orbite caractérisée par un demi-grand axe de 2,34 UA, une excentricité de 0,20 et une inclinaison de 2,4° par rapport à l'écliptique.

## Compléments